# Disposable Hero
(Dalla schermata introduttiva del videogioco)
Disposable Hero è un videogioco di tipo shoot'em up pubblicato nel 1993 da Gremlin Interactive per sistema Amiga e console Amiga CD32. Le due versioni sono identiche.

## Trama
2808, una minaccia aliena attacca il quartier generale delle forze terrestri iniziano gli "anni bui" della civiltà umana. 2867, scienziati terrestri hanno scoperto nuove tecnologie militari da impiegare in battaglia, viene creata la task force da combattimento denominata D-Hero.2979, i Disposable Heroes hanno a disposizione nuove armi da battaglia, il quartier generale di difesa terrestre è stato distrutto ed è giunto il momento di intervenire immediatamente, inviando la nuova astronave da battaglia Prototype 2 superarmata e superpotenziata a contrastare l'invasione aliena.
Il finale di Disposable Hero è uno dei più strani. Il pilota dell'astronave dopo aver compiuto la missione rientra sulla terra. Dopo l'atterraggio c'è una folla esultante per lui, il pilota ignora la gente festante e sale su un'auto di grossa cilindrata e parte. Un uomo armato di bazooka spara un colpo e fa esplodere la macchina uccidendo il pilota.

## Modalità di gioco
Il videogioco è un classico sparatutto a scorrimento laterale, la navicella all' inizio è armata solo di un cannone frontale le armi aggiuntive sono attivabili entrando in varie zone apposite nei livelli, di solito due o tre per stage, e il giocatore può decidere come equipaggiare al meglio la propria astronave. Il videogioco si struttura su cinque livelli a difficoltà crescente. Immancabili i boss di fine livello, con alcuni di essi giganteschi. Oltre che alle classiche 3 vite a disposizione, l'astronave è dotata di scudi energetici segnalati da una barra, finendo l'energia l'astronave esploderà. In questo videogioco sono molto curate le parti grafiche, il sonoro e le musiche.

### Armamento
La Prototype 2 ha molte armi a disposizione e il giocatore potrà decidere come combinarle.
- Mitragliatore arma di base.
- Mitragliatore a due vie, sparo in avanti e a 45 gradi verso il basso.
- Mitragliatore a tre vie, salva a ventaglio.
- Laser, raggio anteriore più potente dei mitragliatori.
- Pod lanciamissili, si possono attivare due pod (sopra e sotto), che possono essere anche usati come scudi.
- Pod Laser, tre pod ausiliari girano in tondo all'astronave sparando dei laser.
- Bombe, utili per nemici sui terreni, inefficaci su quelli aerei.
- Pod Missili a ricerca automatica, un pod in grado di lanciare missili.
- Motore, aumenta le performance dell'astronave.
- Astronave potenziata, la versione 2.0 della Prototype 2 con energia, manovrabilità e velocità potenziate.